# Макам Ибрахима
Мака́м Ибрахи́ма (араб. مقام إبراهيم‎ — место Ибрахима) — место в пределах комплекса Мечеть аль-Харам, на котором стоял исламский пророк Ибрахим во время строительства Каабы. В настоящее время на этом месте находится небольшая постройка с куполом.

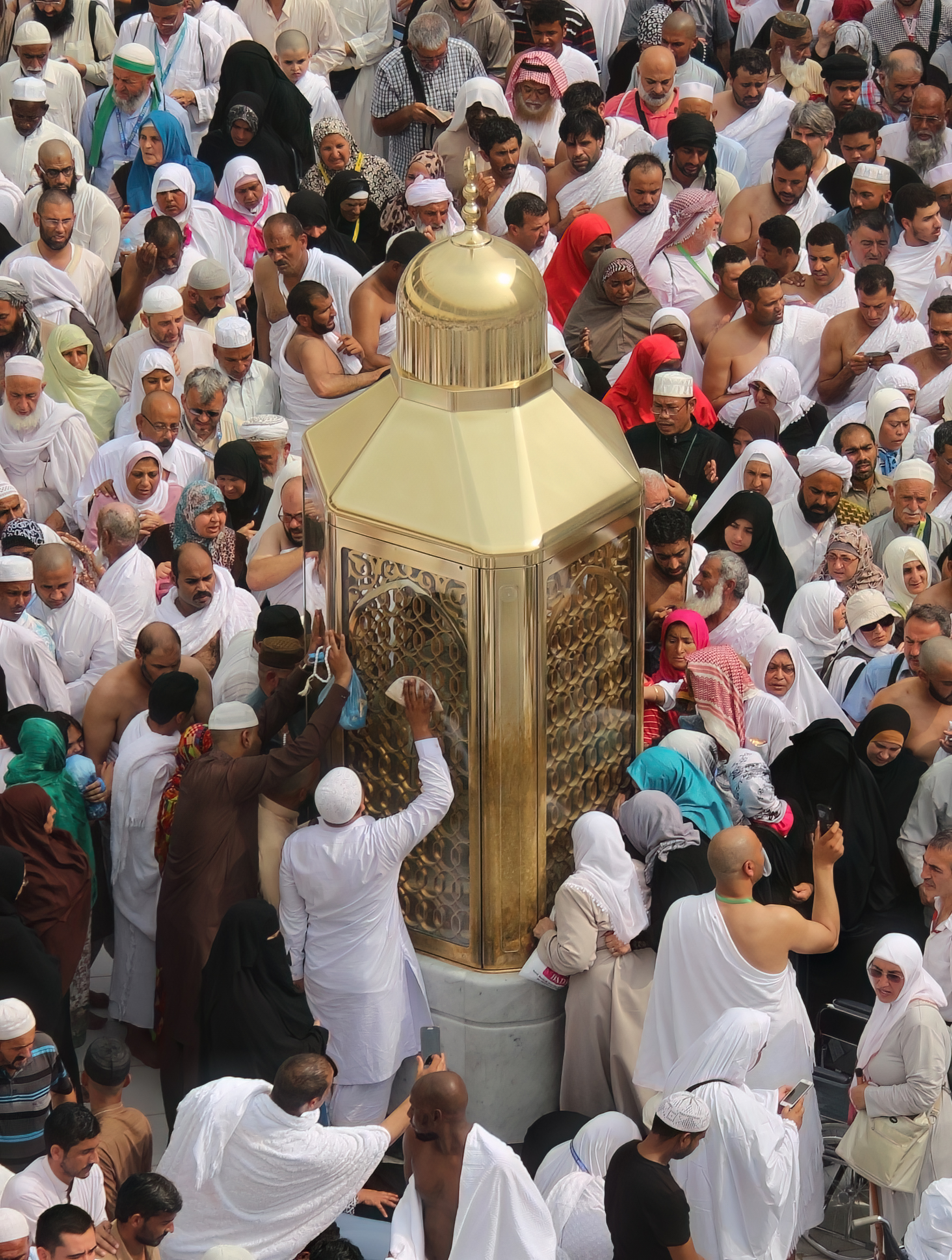

Название макам Ибрахима упоминается в 97-м аяте 3-й суры Корана:

В нем есть ясные знамения – место Ибрахима (Авраама). Кто войдет в него, окажется в безопасности. Люди обязаны перед Аллахом совершить хадж к Дому (Каабе), если они способны проделать этот путь. Если же кто не уверует, то ведь Аллах не нуждается в мирах.
—  3:97 (Кулиев)

## История
Согласно исламскому преданию, после того, как Аллах приказал пророку Ибрахиму построить Каабу, он вместе со своим сыном Исмаилом приступил к строительству храма. В обязанности Исмаила входило подношение камней, а Ибрахим делал кладку. После того, как стены здания поднялись выше роста Ибрахима, Исмаил прикатил ему под ноги большой камень. Взобравшись на камень, Ибрахим продолжал работу. На этом камне остался отпечаток ноги пророка Ибрахима.